# Struisriet
Struisriet (Calamagrostis, synoniem: Stilpnophleum) is een geslacht uit de grassenfamilie (Poaceae). 
De botanische naam Calamagrostis is afgeleid uit het Grieks, kalamos: riet (kalmoes!) en agrostis: gras, dus: rietgras.
Soorten zijn:
- Helm (C. arenaria)
- Bosstruisriet (C. arundinacea)
- Noordse helm ( C. × calammophila)
- Hennegras (C. canescens)
- Duinriet (C. epigeios)
- Rivierstruisriet (C. pseudophragmites)
- Purper struisriet (C. purpurea)
- Stijf struisriet (C. stricta)
- Bergstruisriet (C. varia)
- Veenstruisriet (C. villosa)